# Weddell Lake
Der Weddell Lake ist ein See an der Ingrid-Christensen-Küste des ostantarktischen Prinzessin-Elisabeth-Lands. In den Vestfoldbergen liegt erstreckt er sich südlich des Weddell Arm auf der Breidnes-Halbinsel.
Er ist einer der Seen, die auf der Davis-Station tätige Biologen im Rahmen der Australian National Antarctic Research Expeditions im Jahr 1974 untersuchten. Das Antarctic Names Committee of Australia benannte ihn 1975 in Anlehnung an die Benennung des benachbarten Weddell Arm. Dessen Namensgeber sind Weddellrobben, welche die Ufer dieses Fjords bevölkern.